# Упередження прецизійності
Упередження прецизійності, також відоме як упередження числової грамотності, є формою когнітивного упередження, при якому оцінювач інформації допускає логічну помилку в результаті плутанини між точністю та прецизійністю. Зокрема, при оцінці достоїнств аргументу, вимірювання або звіту спостерігач або оцінювач стають жертвами упередження прецизійності, коли вони вважають, що більша прецизійність передбачає більшу точність (тобто, просто оскільки твердження є прецизійним, воно також є більш достовірним). У цьому випадку говорять, що спостерігач або оцінювач надає несправжню точність.
Ілюзію кластерів і помилку техаського стрільця можна розглядати як пов'язані з упередженням точності. У цих пов’язаних помилках прецизійність помилково вважається доказом причинно-наслідкового зв’язку, тоді як фактично згрупованість даних насправді може бути результатом випадковості.